# Левицкий, Николай Феодосиевич
Николай Феодосиевич Левицкий (в ряде источников - Николай Феодосьевич; 27 мая (8 июня) 1819, Черниговская губерния, Малороссийское генерал-губернаторство, Российская империя — 2 (14) февраля 1885) — российский педагог и переводчик; учитель Киевской 4-й гимназии; автор ряда учебников и пособий.

## Биография
Родился 27 мая 1819 года в Черниговской губернии; происходил из духовного звания. По смерти отца, оставившего необеспеченную семью, двенадцатилетний Левицкий был пристроен сначала в Киево-Подольское духовное училище, а потом в Киевскую духовную семинарию на казённый счет. Таким образом, сиротство, нужда и лишения отягощали детство и юность Левицкого, но развили в нём любовь к труду и науке, настойчивость в занятиях. Вследствие крайней бедности, он в школе уделял много времени переписке, чтобы выработать что-нибудь на собственные нужды и для пособия матери. Окончив в 1841 году семинарию и не чувствуя призвания к обязанностям священнослужителя, он поступил в Императорский университет Святого Владимира сначала на медицинский, а потом на юридический факультет.
Очень скоро крайняя нужда и безвыходное положение матери и сестры вынудили его отказаться от высшего образования и определиться на службу в канцелярию, откуда он поступил учителем в одно из приходских училищ города Городни, Черниговской губернии. 
Отдавшись с большим увлечением новым занятиям, Левицкий весь досуг посвящал удовлетворению жажды знаний и в короткое время подготовил к печати три работы: 1) «Жизнь и перенесение мощей святителя Филиппа, митрополита Московского и всея России»; 2) «Мысли о христианстве и доказательство его истинности» (сочинение Дроза, перевод с французского языка) и 3) «Краткое изъяснение Христовой заповеди о блаженстве». Труды эти, представленные начальству для отправки в цензурный комитет, не получили одобрения со стороны последнего (вследствие особой строгости цензурных правил), но просмотренные предварительно директором народных училищ, невольно расположили его в пользу автора. Первая неудача не отбила, однако, в молодом труженике стремления к дальнейшим литературным занятиям, хотя в другом роде. В бумагах Левицкого среди огромного количества выписок из читанных книг найден перевод повести, сделанный им в конце 1840-х или 1850-х годов с французского под заглавием: «Талисман». Рукопись была разрешена к печати бывшим киевским цензором и профессором университета А. А. Федотовым-Чеховским, но не была напечатана из-за невозможности найти издателя.
Вскоре Левицкий был переведён на должность смотрителя еврейского училища в Белую Церковь. Уже относительно обеспеченный материально, он всё же стремился в Киев. Позже, он был назначен учителем в Лыбедское приходское училище города Киева. По приезде в Киев у него появилась мысль окончить свое образование в университете; с этой целью он стал посещать лекции в свободное время. Приобретя новые знания, ознакомившись с произведениями европейских и русских педагогов, он решил выступать с научными статьями педагогического содержания. Момент для такого выступления был благоприятен, так как после крестьянской реформы в России наблюдался подъём народного образования и чувствовалась необходимость в появлении руководств по методике преподавания. Эти и другие труды Левицкого (см. ниже раздел «Библиография») вызвали большие похвалы в его адрес от лиц, компетентных в этой области, а редактор-издатель «Народной школы» обратился к нему с просьбой принять участие в издаваемом им журнале. Кроме перечисленных трудов, Левицкий нередко помещал статьи в газете          «Киевлянин». После перевода в Киевскую прогимназию он практически прекратил учёно-педагогическую деятельность, так как заботы о воспитании собственных детей вместе с заботами о материальном обеспечении семьи отвлекли его от любимого дела. 
Умер 2 февраля 1885 года.